# Darrouzett
Darrouzett is een plaats (town) in de Amerikaanse staat Texas, en valt bestuurlijk gezien onder Lipscomb County.

## Demografie
Bij de volkstelling in 2000 werd het aantal inwoners vastgesteld op 303.
In 2006 is het aantal inwoners door het United States Census Bureau geschat op 302, een daling van 1 (-0,3%).

## Geografie
Volgens het United States Census Bureau beslaat de plaats een oppervlakte van
1,0 km², geheel bestaande uit land. Darrouzett ligt op ongeveer 779 m boven zeeniveau.

## Plaatsen in de nabije omgeving
De onderstaande figuur toont nabijgelegen plaatsen in een straal van 44 km rond Darrouzett.